# Главный циркуляционный насос
Главные циркуляционные насосы (ГЦН) — предназначены для отвода тепла от активной зоны реактора и передачи его воде второго контура в барабанах-сепараторах (одноконтурные АЭС с реактором РБМК) и в парогенераторах (двухконтурные АЭС с реакторами ВВЭР). Контактируя, вода 1 контура передает тепло воде 2 контура преврящая ее в пар. В качестве ГЦН на АЭС с водным теплоносителем применяются насосы с уплотнением вала и выносным электродвигателем. На современных АЭС эксплуатируются следующие ГЦН: ЦВН-7 и ЦВН-8 (для реакторов РБМК-1000), ГЦН-195 и ГЦН-195М (для реакторов ВВЭР-1000), ГЦЭН-310 и ГЦН-317 (для реакторов ВВЭР-440). 